# El Hachmi Boutgueray
El Hachmi Boutgueray (en arabe : الهاشمي بوتكراي) est né en 1972 à Alkou dans la zone montagneuse près de Tiznit. C'est un homme d'affaires marocain. Il est PDG de la holding Anwar Invest, Food from Morocco et Fandy Holding.

## Biographie

### Prologue
Dans les années 1940, son père Haj Mohamed est parti travailler dans une mine de charbon dans le nord de la France. Après quelques années, il part pour Oran (pendant l'époque coloniale) où il ouvre deux épiceries. À l'indépendance de l'Algérie, il rentre au Maroc et s'installe à Oujda où il ouvre deux magasins de vente en gros et achète des camions pour transporter sa marchandise. Il devient un des plus grands grossistes de la région de L'Oriental.

### Jeunesse
En 1989, El Hachmi est toujours lycéen. La maladie de son père l'éloignera de l'école et le contraindra à reprendre la gestion des magasins, il avait 17 ans. Deux ans, plus tard, il a la gestion totale de l'affaire familiale. 

### Business
En 1994, il se lance dans la distribution en créant S.P réussit à convaincre son banquier de lui prêter 5 millions de DH.
En 1996, Il s'implante à Casablanca. En 1998, il crée six dépôts autres dépôts après celui de Casablanca, Marrakech, Oujda mais aussi à Fès, Tanger, Rabat, Agadir et Laâyoune. Avec 80 camions, son affaire commence à bien tourner. En 2001, il construit dans la capitale économique un dépôt frigorifique d'une capacité de 3 000 tonnes, le premier agréé par le ministère de l'agriculture. En 2004, il lance sa première marque ombrelle Excelo. Les produits qu'il vend sous son label rencontrent un grand succès grâce au matraquage publicitaire. En 2006, il se lance dans l'immobilier en créant une holding mère avec deux sociétés, Anwar Almoustakbal et Anwar Développement, respectivement spécialisée dans le logement social et le moyen et haut de standing. En 2008, il commence par fabriquer lui-même pour des raisons de coûts et se lance dans l'industrie. Il rachète Biscolux qui était à l'arrêt. En 2009, il rachète Silver Food (une conserverie de poisson dans la région de Settat) puis sa filiale Sopcoda à Tan-Tan, Cahimsa une biscuiterie située dans la zone industrielle de Selouane à Nador et Fapasa, fabricant de madeleine à Laâyoune. Mais la plus grande acquisition est celle du Groupe Fandy (appartenant à la famille de Abdelhak Bennani) qui est dans la minoterie, pâtisserie industrielle et le négoce de céréales et de thé. Sa holding est devenue le 4e groupe agroalimentaire au Maroc.